# Национална библиотека на Испания
Националната библиотека на Испания (на испански: Biblioteca Nacional de España) е най-голямата библиотека в Испания. Тя изпълнява функциите на национална библиотека, разположена е в Мадрид, в сграда на площад „Колумб“, която споделя с Националния археологически музей. Библиотеката разполага с колекция от 26 милиона единици, включително 15 милиона книги. От 2013 г. директор на библиотеката е Ана Сантос Арамбуро.

## История
На 29 декември 1711 г. крал Филип V одобрява плана, представен му от неговия изповедник Педро Робинет и Мелхор Рафаел де Маканас за създаване на Кралска библиотека. Създаването му е с цел „подновяване на историческата наука и разкриване на истинските корени на испанската нация и монархия“.